# TV툰 데칼코마니
《TV툰 데칼코마니》는 2013년 11월 6일부터 2014년 1월 28일까지 방송되었던 애니메이션 프로그램이다.

## 방송 시간
- 2013년 11월 6일 ~ 2014년 1월 28일 : 매주 수요일 밤 8시 5분

## 제작진
- 책임 프로듀서 : 이수영
- 프로듀서 : 박범준, 이은희

### 프리 프로덕션
- 콘티 : 김삼채, 임창묵, 허재선, 차정연
- 미술 감독 : 김삼채
- 캐릭터 : 김삼채, 임창묵, 허재선, 차정연, 이영기
- 배경 : 이현정, 고현정, 정애린

### 메인 프로덕션
- 작화 연출 : 김삼채, 임창묵, 허재선, 이영기
- 원화 : 차정연, 이영기, 김부용, 원혜민
- 동화 : 김부용, 원혜민, 한리옥, 김사라, 유지선, 한갑성
- 애니메이션 감수 : 김삼채, 임창묵
- 3D 효과 : 이선화, 김부용
- 합성 · 편집 : 강정아, 이선화, 조수호

### 포스트 프로덕션
- 내레이션 : 윤승희
- 성우 : 윤승희, 유동균, 김용준, 최하나, 남도형
- 녹음 연출 : 김희집
- 녹음 : GG사운드
- 슈퍼바이저 : 김희집
- 효과 · 오디오 편집 : 김한나
- 주제가
  - 작사 : 맹준재
  - 작곡 : 이피어나
  - 노래 : 김수정
- 제작 프로듀서 : 맹준재, 서동원
- 감독 : 임창묵
- 연출 : 김삼채, 허재선
- 시나리오 : 임창묵, 김민신
- 제작 지원 : 한국방송통신전파진흥원
- 기획 : JTBC
- 제작 : 아트플러스엠

## 방영 목록

#### 2013년
| 회차 | 방영일    | 부제                 |
| ---- | --------- | -------------------- |
| 1화  | 11월 6일  | 도시와 시골          |
| 2화  | 11월 13일 | 강아지와 소녀        |
| 3화  | 11월 20일 | 친절한 가게의 그늘   |
| 4화  | 11월 28일 | 커피                 |
| 5화  | 11월 28일 | 동네 슈퍼            |
| 6화  | 12월 3일  | 돌아온 4번 타자      |
| 7화  | 12월 3일  | 삐삐와 휴대폰        |
| 8화  | 12월 10일 | 윗집과 아랫집        |
| 9화  | 12월 10일 | 누나와 동생          |
| 10화 | 12월 17일 | 남편과 아내          |
| 11화 | 12월 17일 | 남의 떡              |
| 12화 | 12월 24일 | 똑같아요             |
| 13화 | 12월 24일 | 어느 지하철 풍경     |
| 14화 | 12월 31일 | 당신의 친구 스마트폰 |

#### 2014년
| 회차 | 방영일   | 부제              |
| ---- | -------- | ----------------- |
| 15화 | 1월 3일  | 달려라 울엄마     |
| 16화 | 1월 6일  | 여자와 아내       |
| 17화 | 1월 10일 | 운전하는 김 여사  |
| 18화 | 1월 14일 | 선임과 후임       |
| 19화 | 1월 14일 | 웰컴 투 우리 마을 |
| 20화 | 1월 17일 | 여자의 명절       |
| 21화 | 1월 21일 | 슈퍼스타 태혜지   |
| 22화 | 1월 21일 | 사랑한다면        |
| 23화 | 1월 24일 | 웃는 여자         |
| 24화 | 1월 24일 | 제2의 김연아      |
| 25화 | 1월 28일 | 아빠와 아들       |

## 같이 보기
- TV동화 행복한 세상(2000년 ~ 2013년)
- TV동화 빨간 자전거(2013년 ~ 2015년)
- 별별가족(2015년 ~ 2016년, 이상 KBS 1TV)
- TV에세이 좋은 생각(EBS)